# شمال شرق الصين
شمال شرق الصين وتعرف أيضًا بأسماء أخرى، هي منطقة جغرافية في الصين. وعادة ما تتوافق بشكل خاص مع مقاطعات لياونينغ وجيلين وهيلونغجيانغ الثلاث، ولكن يُقصد بها أحيانًا أيضًا أن تشمل الجزء الشمالي الشرقي من منغوليا الداخلية. قلب المنطقة هو سهل شمال شرق الصين. يفصلها من الشرق الأقصى الروسي إلى الشمال نهر آمور ونهر أرجون ونهر أوسوري. ويفصلها من كوريا الشمالية إلى الجنوب نهر تومين ونهر يالو؛ ومن منطقة الحكم الذاتي المنغولية الداخلية في الصين إلى الغرب من قبل (الخينجة الكبرى).
نظرًا لتقلص قطاعها الصناعي الذي كان قوياً وتراجع نموها الاقتصادي، غالبًا ما يشار إلى المنطقة باسم حزام أو نطاق الصدأ في الصين. ونتيجة لذلك، أطلق مجلس الدولة لجمهورية الصين الشعبية حملة باسم خطة إنعاش المنطقة الشمالية الشرقية، حيث قامت خمس مدن على مستوى المحافظات في شرق منغوليا الداخلية، وهي شيلين غول وتشيفنغ وتونغلياو وهينغغان وهولنبوير بتعريفها رسميًا على أنها مناطق في الشمال الشرقي.

## الأسماء
يُعرف شمال شرق الصين في السياقات الصينية باسم الشمال الشرقي أو من نطق الماندرين لاسمها الصيني باسم دونغباي.
عرفت المنطقة باللغات الأوروبية باسم منشوريا حيث كانت وطن شعب المانشو الذي حكم الصين كسلالة تشينغ من القرن السابع عشر إلى أوائل القرن العشرين. لم يتم استخدام الاسم من قبل تشينغ أنفسهم، الذين أطلقوا على المنطقة اسم «الأقاليم الشرقية الثلاثة» أو «المقاطعات الشرقية»،(1) ولا يشجع استخدامه من قبل جمهورية الصين الشعبية، التي تربط بين تم تسميته بدولة مانشو العرائس التي قام الإمبراطوري الياباني بتركيبها عام 1932. تُعرف بشكل أكثر تحديدًا باسم منشوريا الداخلية عندما تحتاج إلى التمييز عن منشوريا الخارجية، حيث تم التنازل عن أجزاء من منشوريا للإمبراطورية الروسية خلال الاستحواذ على آمور في خمسينات القرن التاسع عشر.
تاريخيا، كانت المنطقة تعرف أيضا باسم لياويانغ (من عاصمتها لياويانغ) تحت حكم يوان. مثل نورغان (من عاصمتها تير) تحت حكم مينغ؛ ومثل قوانواي أو قوانغدونغ،(2) معنى «أراضي ما وراء» أو «اراضي شرق ممر» في إشارة إلى ممر شان هاي أو شان هاي قوان بين خبي ولياونينغ. تحت الاحتلال الياباني، ارتبط اسم قوانغدونغ بشكل أكثر تحديدًا بكوانتونغ حول داليان، حيث كان «كوان-تونغ» هو نفس الاسم في كتابة ويد-جيلز بالحروف اللاتينية.

## التقسيمات الإدارية
| GB | ISO No. | المقاطعة    | الاسم باللغة الصينية        | العاصمة   | عدد السكان | الكثافة | المساحة (كم2) | الاختصار. |
| -- | ------- | ----------- | --------------------------- | --------- | ---------- | ------- | ------------- | --------- |
| LN | 21      | لياونينغ    | 辽宁省 Liáoníng Shěng       | شنيانغ    | 43,746,323 | 299.83  | 145,900       | 辽 Liáo   |
| JL | 22      | جيلين       | 吉林省 Jílín Shěng          | تشانغتشون | 27,462,297 | 146.54  | 187,400       | 吉 Jí     |
| HL | 23      | هيلونغجيانغ | 黑龙江省 Hēilóngjiāng Shěng | هاربن     | 38,312,224 | 84.38   | 454,000       | 黑 Hēi    |

## المدن التي يبلغ عدد سكان مناطقها الحضرية أكثر من مليون نسمة
عواصم المحافظات بالخط العريض .
| #  | مدينة     | منطقة حضرية | منطقة حي  | المدينة المناسبة | المقاطعة | تاريخ التعداد |
| -- | --------- | ----------- | --------- | ---------------- | -------- | ------------- |
| 1  | شنيانغ    | 5,718,232   | 6,255,921 | 8,106,171        | LN       | 2010-11-01    |
| 2  | هاربين    | 4,933,054   | 5878.939  | 10,635,971       | HL       | 2010-11-01    |
| 3  | داليان    | 3,902,467   | 4,087,733 | 6690432          | LN       | 2010-11-01    |
| 4  | تشانغتشون | 3,411,209   | 4,193,073 | 7674.439         | JL       | 2010-11-01    |
| 5  | أنشان     | 1,504,996   | 1,544,084 | 3,645,884        | LN       | 2010-11-01    |
| 6  | جيلين     | 1,469,722   | 1,975,121 | 4,413,157        | JL       | 2010-11-01    |
| 7  | داتشينغ   | 1,433,698   | 1,649,825 | 2,904,532        | HL       | 2010-11-01    |
| 8  | فوشون     | 1,318,808   | 1,431,014 | 2,138,090        | LN       | 2010-11-01    |
| 9  | تشيتشيهار | 1,314,720   | 1,553,788 | 5,367,003        | HL       | 2010-11-01    |
| 10 | بينكسي    | 1,000,128   | 1,094,294 | 1,709,538        | LN       | 2010-11-01    |

## التاريخ

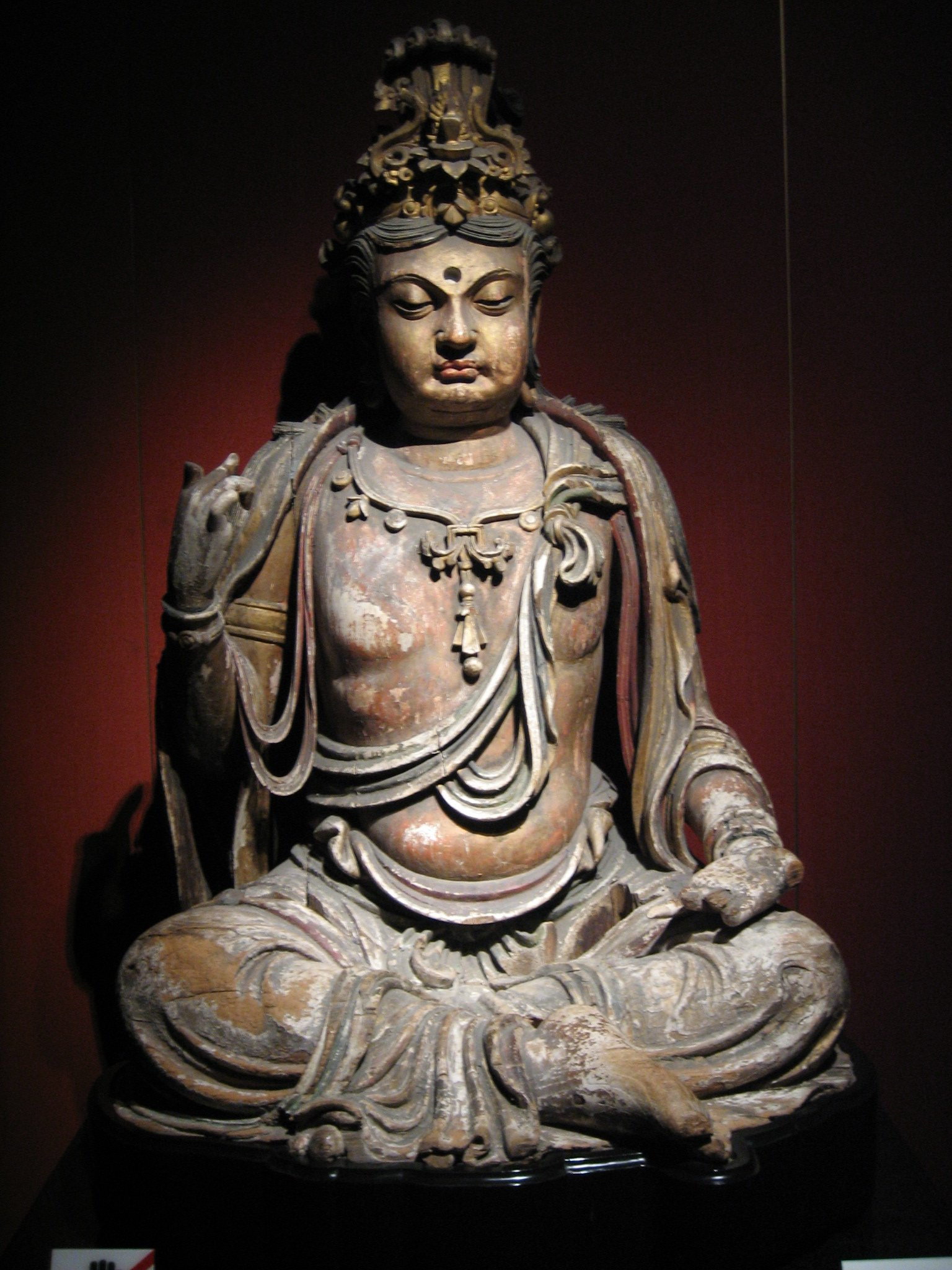
تمثال بوديساتفا خشبي من سلالة جين، متحف شنغهاي

كانت شمال شرق الصين موطن العديد من المجموعات العرقية، بما في ذلك الكوريين، المانشو (أو جورشن)، أولج، وهزهن (المعروف أيضا باسم جولدي وناناي). المجموعات العرقية المختلفة وممالك كل منها، بما في ذلك سوشن وتشاينباي وموخه ارتفعت إلى السلطة في شمال شرق البلاد. حكمت دول وسلالات مختلفة مثل دولة يان، سلالة هان، غونغسون يوان، مملكة تساو واي، جين الغربية، يان السابقة، تشين السابقة، يان اللاحقة، سلالة تانغ، سلالة يوان، سلالة مينغ وسلالة تشينغ أجزاء من المنطقة.
وأدرجت العديد من الممالك الكورية أيضا أجزاء من شمال شرق الصين (الحديثة)، بما في ذلك جوجوسيون، بويو جوجوريو، وبالهاي. خلال سلالة سونغ، أنشأ (خيطان Khitan) سلالة لياو في شمال شرق الصين. في وقت لاحق، أطاح شعب جورشن بمملكة لياو وشكل سلالة جين، التي استمرت لغزو شمال الصين. في عام 1234م، سقطت سلالة جين على يد المغول، وتم استبدال سلالة يوان فيما بعد بأسرة مينغ في عام 1368. في عام 1644، أسس هان بانرمين سلالة تشينغ (1644-1912) ووحد الصين بأكملها.
وقعت شمال شرق الصين تحت تأثير الإمبراطورية الروسية ببناء خط السكة الحديد الشرقي الصيني عبر هاربين إلى فلاديفوستوك. أزالت إمبراطورية اليابان النفوذ الروسي من المنطقة نتيجة للحرب الروسية اليابانية في 1904-1905، ووضعت اليابان سكة حديد جنوب منشوريا في 1906 إلى لوشونكو. خلال عصر أمراء الحرب في الصين، أسس تشانغ زولين نفسه في شمال شرق الصين، ولكن قتل على يد اليابانيين لأنه مستقل للغاية. ثم تم وضع آخر إمبراطور لسلالة تشينغ، بوئي، على العرش لقيادة دولة دمية مانشوكو اليابانية. بعد القصف الذري لليابان عام 1945، غزا الاتحاد السوفييتي المنطقة كجزء من إعلان الحرب ضد اليابان. من عام 1945 إلى عام 1948، كانت شمال شرق الصين منطقة قاعدة لجيش التحرير الشعبي الشيوعي في الحرب الأهلية الصينية. بتشجيع من الاتحاد السوفياتي، تم استخدام المنطقة كمنصة انطلاق خلال الحرب الأهلية للشيوعيين الصينيين، الذين انتصروا في عام 1949 ويسيطرون على هذه المنطقة منذ ذلك الحين.

## التركيبة السكانية
يبلغ عدد سكان شمال شرق الصين حوالي 107.400.000 نسمة، وهو ما يمثل 8٪ من إجمالي سكان الصين. الغالبية العظمى من السكان في شمال شرق الصين هم من الهان الصينيين، الذين جاء العديد من أسلافهم في القرنين التاسع عشر والعشرين خلال حركة هجرة تسمى «تشوانغ جواندونج». كان لشمال شرق الصين تاريخياً عدد كبير من سكان الصين الهان، ووصل إلى أكثر من 3 ملايين بنهاية سلالة مينغ، لكنهم تعرضوا للإخلاء والاستيعاب خلال غزو سلالة تشينغ. على الرغم من حظر مستوطنة هان الصينية رسميًا، بحلول القرن الثامن عشر، قررت تشينغ توطين هان في شمال شرق البلاد بحيث قام الهان الصينيون بزراعة 500.000 هكتار في المنطقة بحلول عام 1780. إلى جانب الانتقال إلى منطقة لياو في جنوب منشوريا، تم تسوية المسار الذي يربط جينتشو، فنغتيان، تيلينج، تشانغتشون، هولون، ونينغوتا من قبل الهان الصينيين خلال عهد الإمبراطور تشيان لونغ، وكان الهان الصينيون هم الأغلبية في المناطق الحضرية في منشوريا بحلول عام 1800. أدى هذا إلى نمو عدد سكان الهان الصينيين المحليين إلى أكثر من 20 مليون قبل الحرب الصينية اليابانية الثانية. بعد إنشاء جمهورية الصين الشعبية في نهاية الحرب الأهلية الصينية، نظمت الحكومة المركزية المزيد من الهجرة من أجل «تطوير البرية الشمالية الكبرى» (开发北大荒)، في نهاية المطاف بلغ عدد السكان ذروته أكثر من 100 مليون شخص.
نظرًا لأن معظم الناس في شمال شرق الصين تعود أصولهم إلى المهاجرين من عصر تشوانغ غواندونغ، كانت شمال شرق الصين أكثر اتساقًا ثقافيًا مقارنة بالمناطق الجغرافية الأخرى في الصين. الناس من الشمال الشرقي 东北人 يعرفون أنفسهم أولاً على أنهم «شماليون شرقيون» (东北人) قبل الانتساب إلى المقاطعات والمدن والبلدات الفردية.
عرقية المانشو هي ثاني أكبر مجموعة عرقية في شمال شرق الصين، يليها المغول، الكوريون، والهوي، فضلا عن 49 من الأقليات العرقية الأخرى مثل دور، وسيبوس، وهزهن، وأوروكن، وإيفينك، والقيرغيز، إلخ.

### الدين
لم تكن الطاوية والبوذية الصينية معروفة على الإطلاق في هذه المنطقة، بدلاً من ذلك تسود الأديان الشعبية الصينية بقيادة الشامان المحليين. وهناك أيضا وجود قوي للديانات الشعبية والكنائس الكونفوشيوسية.

## الاقتصاد
كانت المنطقة واحدة من أقدم المناطق التي تم تحويلها أو تصنيعها في الصين خلال عهد مانشوكو. بعد تأسيس جمهورية الصين الشعبية، استمرت شمال شرق الصين في كونها قاعدة صناعية رئيسية للبلاد، وتم الترحيب بها باعتبارها «الابن الأكبر للجمهورية» (共和国长子). ومع ذلك، شهدت السنوات الأخيرة ركود الاقتصاد القائم على الصناعة الثقيلة في شمال شرق الصين، حيث يواصل الاقتصاد الصيني تحريره وخصخصته. قامت الحكومة بتهيئة حملة تنشيط شمال شرق البلاد لمواجهة هذه المشكلة، وأسست قمة الشمال الشرقي لتحسين تنسيق السياسات والتكامل. واجهت المنطقة صعوبة في إبعاد نفسها عن الاقتصاد المخطط له، وهو إرث بدأ في عام 1905 مع إنشاء منطقة النفوذ الياباني هناك. كما استنزفت المواد الخام التي كانت موجودة بكثرة في المنطقة، وعانى الاقتصاد من عدم الكفاءة البيروقراطية وسياسات الحماية.
والمنطقة بشكل عام أكثر تحضراً من معظم أجزاء الصين، ويرجع ذلك إلى أنها كانت الجزء الأول من البلاد لتطوير الصناعة الثقيلة بسبب احتياطياتها الوفيرة من الفحم. تشمل المدن الرئيسية شنيانغ وداليان وهاربين وتشانغتشون وأنشان، ويبلغ عدد سكانها عدة ملايين. وتشمل المدن الأخرى مراكز صناعة الصلب في فوشون وأنشان في لياونينغ، وجيلين سيتي في جيلين، وتشيتشيهار ومودانجيانغ في هيلونغجيانغ. تتمتع هاربين، أكثر من أي مدينة أخرى في الصين بتأثيرات روسية كبيرة، هناك العديد من الكنائس الأرثوذكسية التي فقدت استخدامها منذ الثورة الثقافية. في هذه الأثناء، يوجد في شنيانغ وداليان عدد كبير من السكان من اليابانيين والكوريين الجنوبيين بسبب روابطهم التقليدية.
يتركز سكان الريف بشكل كبير في الجزء الجنوبي الأكثر دفئًا من المنطقة، حيث يسمح الطقس الحار جدًا في الصيف بزراعة محاصيل مثل الذرة والدخن بمردود مرتفع. فول الصويا والكتان مهمان للغاية، وكذلك القمح والشعير. تمتلك المنطقة قطعانًا كبيرة من الأغنام وتتوافر الخنازير بكثرة في الجزء الجنوبي الأكثر كثافة من السكان. النصف الشمالي من هيلونغجيانغ بارد جدًا وجاف لدرجة أن الزراعة تكاد تكون مستحيلة؛ ومع ذلك، يوفر نهر آمور آفاق صيد غنية للغاية، والأغنام أكثر وفرة مما كانت عليه في جنوب هيلونغجيانغ.
شمال شرق الصين هي القاعدة الصناعية التقليدية للبلاد مع التركيز بشكل رئيسي على تصنيع المعدات. تشمل الصناعات الرئيسية صناعات الصلب والسيارات وبناء السفن وتصنيع الطائرات وتكرير النفط. بلغ الناتج الإجمالي الإقليمي لمحافظات المنطقة الثلاثة 1.630.000.000.000 ¥ في عام 2002. في السنوات الأخيرة قامت الحكومة الصينية بتهيئة «إحياء حملة الشمال الشرقي» لتحويل هذه المنطقة إلى أحد محركات النمو الاقتصادي في الصين. اعتبارًا من عام 2015، كانت المنطقة تخسر السكان وكان الاقتصاد الذي تهيمن عليه الشركات المملوكة للدولة راكداً.

## الثقافة

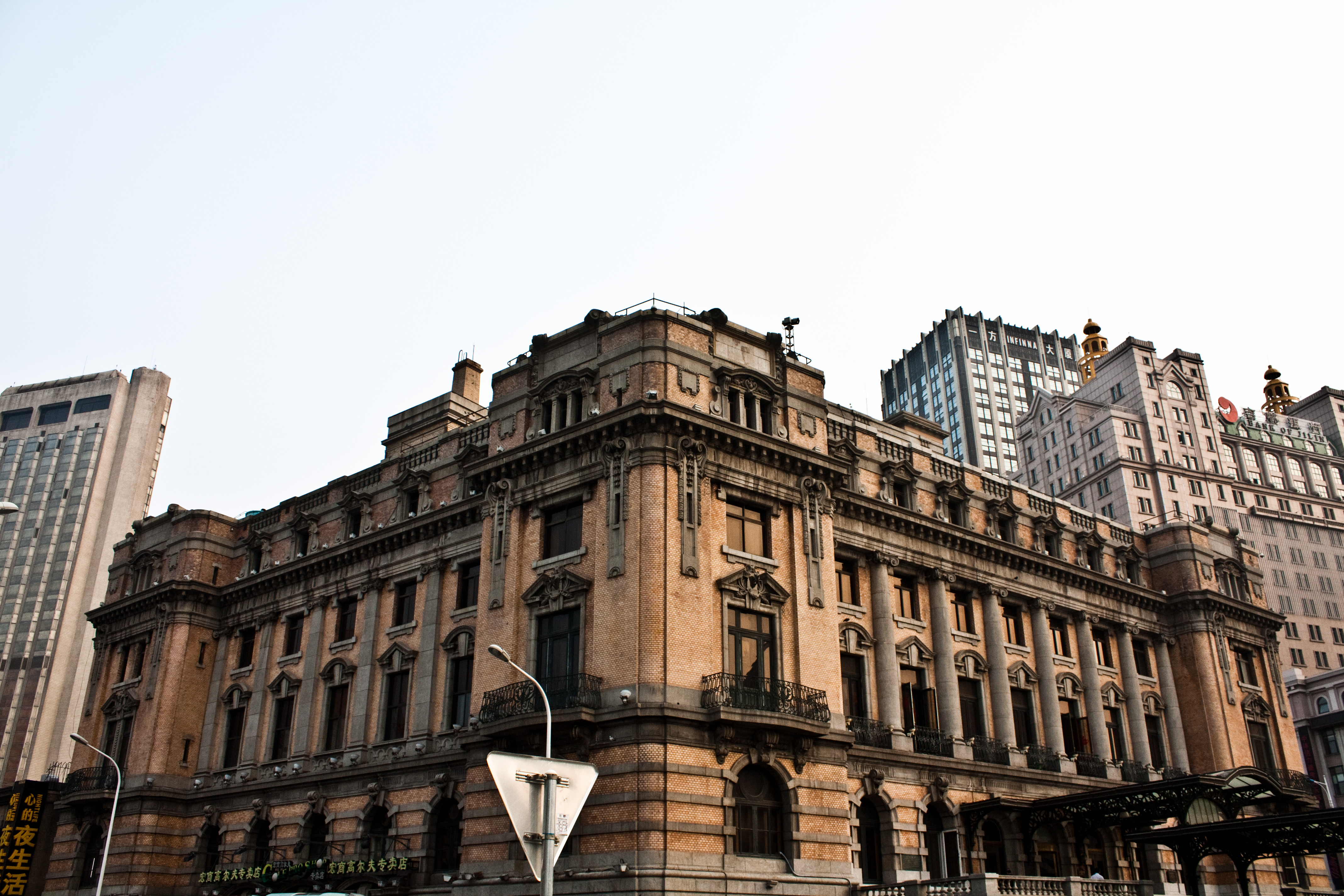
فندق داليان في ميدان تشونغشان في داليان

بشكل عام، تأخذ ثقافة شمال شرق الصين عناصرها من ثقافات شمال الصين وشاندونغ، بينما كانت معظم المجموعات المهاجرة إلى المنطقة كمجموعة الهان الصينية تعرف باسم تشوانغ غواندونغ، والكوريين الأصليين والتنغوسيين.

### اللهجات
هناك لهجتان رئيسيتان للغة الماندرين الصينية المنطوقة في شمال شرق الصين. اللهجة المستخدمة في غالبية المنطقة هي لهجة الماندراين الشمال شرقية، وهو نوع طفيف جدًا من اللغة الصينية القياسية ولكنه يحتفظ بعناصر متفرقة من لغات التونغوس الأصلية والكورية والروسية، حيث توجد اختلافات كافية لإعطاء اللهجة خصائصها المميزة الخاصة. ومع ذلك، فإن العديد من السكان في الطرف الجنوبي من منطقة لياودونغ (معظمهم في داليان وداندونغ) يتحدثون لغة جياولياو الماندرين، وهي في الواقع لهجة شاندونغ.
يتكلم معظم المانشو الصينية الفصحى، ولغة المانشو انقرضت تقريبا بسبب الاستيعاب على نطاق واسع لثقافة هان على مدى القرون الأربعة الماضية. يميل المغول إلى أن يكونوا ثنائيي اللغة في لغتهم المنغولية وكذلك الماندرين.

### المطبخ
يعكس المطبخ الصيني الشمالي الشرقي التنوع العرقي في المنطقة. تجد جميع أساليب الطهي الصينية الشمالية والمانشو والكورية آثارها في طبخ منشوريا. واحدة من السمات المميزة للمطبخ هي استخدام الخضروات الطازجة غير المطبوخة. خلال فصل الشتاء الطويل، يتم حفظ الملفوف الصيني المخلل، والذي يسمى «سوان كاي»، ويستخدم في الطهي. في جميع مناطق الصين الأخرى تقريبًا، يتم طهي الخضروات جيدًا قبل تناولها. تعتمد معظم أطباق اللحوم على لحم الخنزير بسبب درجة البرودة التي يمكن أن تصل إليه. غالبًا ما يكون لحم الخنزير المطبوخ أو الزلابية هو نقطة الجذب الرئيسية للوجبة.

### الرقص الشعبي والرياضة
إرينزهاون، يانغجه، جيلين أوبرا والسيقان الخشبية هي أشكال شعبية من وسائل الترفيه التقليدية في شمال شرق الصين. تعد أغنية Northeastern Cradle Song مثالًا على الأغاني الشعبية لهذه المنطقة.
بسبب ظروفها المناخية، شمال شرق الصين هي قاعدة للرياضات الشتوية في الصين. غالبًا ما يكون رياضيو هوكي الجليد والتزلج على الجليد من شمال شرق الصين أو تلقوا تعليمهم فيها.

## الجامعات الكبرى
- جامعة جيلين (吉林 大学).
- جامعة نورث إيست الزراعية (东北 农业 大学).
- جامعة نورث إيست العادية (东北 师范大学).
- معهد هاربين للتكنولوجيا (哈尔滨 工业 大学).
- جامعة نورث إيسترن (东北 大学).
- جامعة لياونينغ (辽宁 大学).
- جامعة شنيانغ الزراعية (沈 阳 农业 大学).
- جامعة شنيانغ للتكنولوجيا الكيميائية (沈 阳 化工 大学).
- جامعة داليان للتكنولوجيا (大连 理工 大学).
- جامعة داليان البحرية (大连 海事 大学).
- جامعة نورث إيست للغابات (东北 林业 大学).
- جامعة شنيانغ العادية (沈 阳 师范大学).
- جامعة تشانغتشون للعلوم والتكنولوجيا (长春 理工 大学).
- جامعة نورث إيست للبترول (东北 石油 大学).
- جامعة شنيانغ للفضاء (沈 阳 航空 航天 大学).
- جامعة هاربين الهندسية (哈尔滨 工程 大学).
- جامعة هيلونغجيانغ (黑龙江 大学).
- جامعة دونجباي للمال والاقتصاد (东北 财经 大学).

## الملاحظات
- 1 بعد الانتصار الياباني في الحرب اليابانية الصينية الأولى، بدأ تشينغ يشير إلى المنطقة باسم «المقاطعات الشمالية الشرقية الثلاثة» أو «المقاطعات الشمالية الشرقية». وبعد أن أعادت جمهورية الصين هيكلة مقاطعاتها، عُرفت المنطقة باسم «تسعة شمال شرق» أو «مقاطعات الشمال الشرقي». أما بعد أن فاز الشيوعيون بالحرب الأهلية الصينية وأعادوا ترتيب مقاطعاتهم، أصبحت المنطقة تُعرف مرة أخرى باسم «الأقاليم الشمالية الشرقية الثلاثة» أو «المقاطعات الشمالية الشرقية».
- 2 لا ينبغي الخلط بينه وبين غوانغدونغ غير ذات الصلة.